# Odds Ballklubb
El Odds Ballklubb, comúnmente conocida como Odd, es un club de fútbol de la ciudad de Skien, en Noruega. Originalmente, la sección de fútbol fue una de las muchas secciones de un club polideportivo, fundado en 1894, pero nueve años después todos los otros deportes se suspendieron, dejándolo solo como un club de fútbol. Juega en Eliteserien, la primera división del país, siendo el equipo con más Copas Noruegas de Fútbol , la última  conseguida en el año 2000. Entre 1994 y 2012 el club se llamó Odd Grenland BK.

## Historia
IF Odd fue fundado en 1885, y es por lo tanto uno de los más antiguos clubes deportivos que existen en Noruega. El nombre deriva de la novela de Viktor Rydberg, Seierssverdet, donde uno de los personajes principales era un atleta noruego llamado Orvar Odd.
En principio, el club se centró principalmente en la gimnasia, y también tenía secciones para esquí nórdico y atletismo. Una subsección de fútbol llamada Odds BK fue fundada el 31 de marzo de 1894. En el segundo intento de formar el club, algún tiempo después, algunos trabajadores ingleses de las cercanías de Skotfoss, llevaron el fútbol a Skien, y la ciudad decidió comprar el fútbol. Odd Grenland es el equipo de fútbol más antiguo de Noruega que todavía vive.
Odd inició una cooperación con un club local, Pors, en 1994, cambiando sus nombres a Odd Grenland y Pors Grenland, en un esfuerzo para representar a la región de Grenland. Junto con el cambio de nombre, una sociedad anónima denominada Grenland Fotball fue fundada. Pors Grenland se retiró de la cooperación en diciembre de 2009, y en enero de 2013 Odd Grenland decidió cambiar su nombre a Odds BK porque quería ser un club para todo el condado de Telemark.
Odd ganó la Copa de Fútbol de Noruega en 1903, 1904, 1905, 1906, 1913, 1915, 1919, 1922, 1924, 1926, 1931 y 2000, el que más copas tiene en Noruega. A finales del siglo XX, el equipo masculino estuvo en las divisiones inferiores durante muchos años, pero regresó a Tippeligaen en 1999 permaneciendo allí hasta que descendieron en 2007. El equipo se había salvado del descenso dos veces, primero en 2005, después de un horrible comienzo de la campaña, y luego en 2006, cuando el equipo se salvó al vencer al Bryne en los playoffs de descenso. En 2007 el equipo descendió a Adeccoligaen después de haber sido vencido por el Bodø / Glimt en el playoff de descenso. En 2008, con tres partidos aún por jugar, Odd aseguró el ascenso a la Tippeligaen después de ganar 4-0 en casa ante Hødd.
El 25 de septiembre de 2011, el centrocampista del Odd, Jone Samuelsen, marcó el gol de cabeza más lejano anotado en un partido, fue contra el Tromsø, al cabecear el balón desde su propio campo a la portería vacía, después de que el portero subiese a rematar un córner al final del partido. Se invitó a la Policía de Noruega a medir la distancia que calculó una longitud de 58,13 metros.
En la temporada 2013, a pesar de los problemas económicos, consiguió terminar en 7.ª posición. Y Frode Johnsen consiguió ser el máximo goleador de la Tippeligaen 2013 con 16 goles.

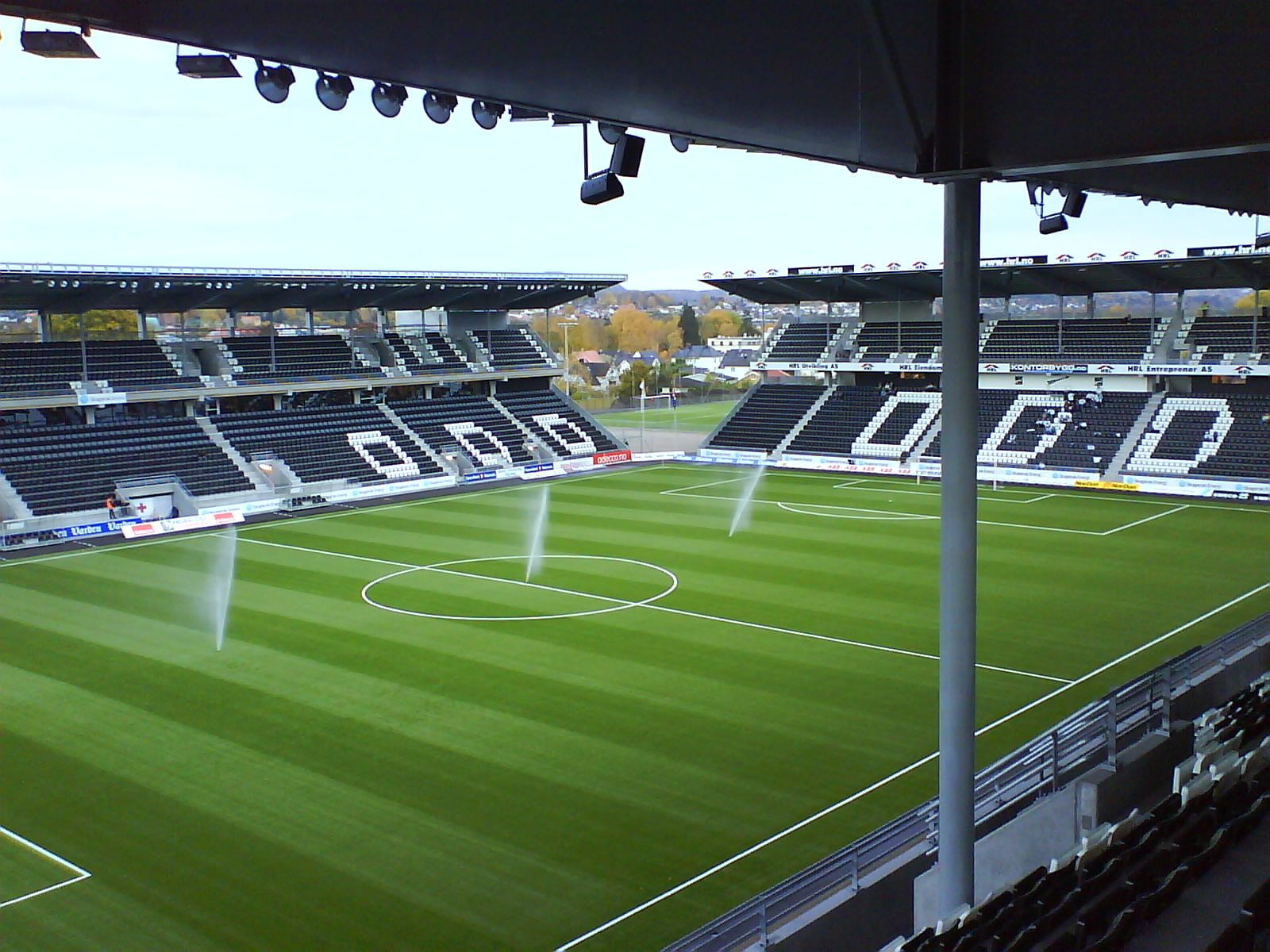
Skagerak Arena

## Uniforme
- Uniforme titular: Camiseta blanca, pantalón negro y medias blancas.
- Uniforme alternativo: Camiseta, pantalón y medias negras.

## Estadio
En noviembre de 2006, el estadio se reforma completamente, con lo que el aforo llega a los 13.500 espectadores. Pasa a llamarse Skagerak Arena, debido a que las obras han sido llevadas a cabo mediante el patrocinio de la empresa eléctrica Skagerak Energi.

## Palmarés

### Torneos nacionales
- Hovedserien: 0
  - Subcampeón: 2

1950–51, 1956–57
- Copa de Noruega (12): 1903, 1904, 1905, 1906, 1913, 1915, 1919, 1922, 1924, 1926, 1931, 2000.
  - Subcampeón (9): 1902, 1908, 1909, 1910, 1921, 1937, 1960, 2002, 2014
- Primera División de Noruega (2): 1998, 2008

## Participación en competiciones de la UEFA
| Temporada | Torneo             | Ronda              | Club                | Ida | Vuelta | Global  |  |
| --------- | ------------------ | ------------------ | ------------------- | --- | ------ | ------- |  |
| 2001–02   | UEFA Cup           | 1                  | Helsingborgs IF     | 2–2 | 1–1    | 3–3 (a) |  |
| 2004–05   | UEFA Cup           | 2.ª Clasificatoria | FK Ekranas          | 3–1 | 1–2    | 4–3     |  |
| 2004–05   | UEFA Cup           | 1                  | Feyenoord           | 0–1 | 1–4    | 1–5     |  |
| 2015–16   | UEFA Europa League | 1.ª Clasificatoria | FC Sheriff Tiraspol | 3–0 | 0–0    | 3–0     |  |
| 2015–16   | UEFA Europa League | 2.ª Clasificatoria | Shamrock Rovers     | 2–0 | 2–1    | 4–1     |  |
| 2015–16   | UEFA Europa League | 3.ª Clasificatoria | Elfsborg            | 1–2 | 2–0    | 3–2     |  |
| 2015–16   | UEFA Europa League | Playoff            | Borussia Dortmund   | 3–4 | 2–7    | 5–11    |  |
| 2016–17   | UEFA Europa League | Clasificatoria 1   | IFK Mariehamn       | 2–0 | 1–1    | 3-1     |  |
| 2016–17   | UEFA Europa League | Clasificatoria 2   | PAS Giannina        | 0–3 | 3–1    | 3–4     |  |
| 2017–18   | UEFA Europa League | Clasificatoria 1   | Ballymena United    | 3–0 | 2–0    | 5–0     |  |
| 2017–18   | UEFA Europa League | Clasificatoria 2   | Vaduz               | 1–0 | 1–0    | 2–0     |  |
| 2017–18   | UEFA Europa League | Clasificatoria 3   | Dinamo Zagreb       | 1–2 | 0–0    | 1–2     |  |